# Корби
Корби (енгл. Corby) је град у Уједињеном Краљевству у Енглеској. Према процени из 2007. у граду је живело 50.316 становника.

## Становништво
Према процени, у граду је 2008. живело 50.316 становника.
| 1981.  | 1991.  | 2001.  |
| ------ | ------ | ------ |
| 48.704 | 49.053 | 49.222 |

## Партнерски градови
- Фелберт
- Шателро
- Жилина